# Ordre du Très Saint Rédempteur
L' ordre du Très Saint Rédempteur (en latin : Ordo Sanctissimi Redemptoris) est un ordre monastique féminin de droit pontifical.

## Historique
Alors qu'elle est encore novice dans un couvent de Scala observant la règle des visitandines (mais ne faisant pas partie de l'ordre de la Visitation) sœur Marie Céleste du Saint Rédempteur, a une série d'expériences mystiques où elle est inspirée de fonder une nouvelle famille religieuse dédiée au Très Saint Sauveur. Elle prépare également des constitutions religieuses qu'elle présente comme révélées par Jésus le 25 avril 1725. Elle décrit le Christ comme vêtu d'une tunique rouge et d'un manteau bleu ciel. Le directeur spirituel de la communauté adhère à la réforme proposée mais l'évêque et quelques religieuses s'opposent à l'exécution du projet.
En 1730, Alphonse de Liguori arrive au monastère pour prêcher les exercices spirituels aux religieuses de Scala. Il a l'occasion de rencontrer Marie Céleste et d'examiner les révélations et la règle, et reste impressionné par elle. Il persuade l'évêque de Ravello, Nicola Guerriero, d'autoriser la réforme de sœur Crostarosa ; le 13 mai 1731 (fête de la Pentecôte) la nouvelle règle est introduite à Scala ; elle est approuvée par le pape Benoît XIV par le bref In Supremo du 8 mai 1750.
Sur le modèle de la vision du Christ de la fondatrice, les premières religieuses portent une robe rouge serrée à la taille par une ceinture de tissu de la même couleur et un manteau bleu, avec un voile noir. Les vœux solennels sont émis pour la première fois le 11 mai 1752 et, à cette occasion, la clôture religieuse est introduite. Biagio Chiarelli, évêque de Ravello, approuve les constitutions le 10 mai 1762. En raison de difficultés internes, sœur Marie Céleste est forcée de quitter Scala en 1733 ; après cinq ans, elle s'installe à Foggia, dans le nouveau couvent du Saint-Sauveur introduisant sa règle le 9 mars 1738. En 1766, les religieuses de Scala fondent une nouvelle maison à Sant'Agata de' Goti, siège épiscopal d'Alphonse de Liguori.
Le premier monastère hors d'Italie est fondé à Währing, près de Vienne, par le rédemptoriste Joseph-Amand Passerat ; il envoie deux religieuses (Marie Alphonse Dijon et Marie Anne Welsersheimb) se former auprès des religieuses de Sant'Agata de 'Goti ; il obtient l'approbation impériale le 11 novembre 1830 et le 25 janvier 1831, la communauté de Währing adopte la règle et l'habit des rédemptoristines. Dans les années suivantes, de nouvelles fondations voient le jour en Belgique (1841), aux Pays-Bas (1848), en France (1875), au Royaume-Uni (1897), en Espagne (1904), au Canada (1905) et au Brésil (1921).

## Activités et diffusion
Les rédemptoristines sont des religieuses dédiées à la vie contemplative. L'ordre est étroitement lié à la congrégation du Très Saint Rédempteur et représente la branche contemplative de la famille rédemptoriste, mais les monastères n'ont aucune dépendance légale vis-à-vis de la congrégation masculine.
Elles sont présentes en :
- Europe : Allemagne , Autriche, Espagne, France, Irlande, Italie, Pays-Bas, Pologne, Slovaquie.
- Amérique : Argentine, Brésil, Canada, Colombie, États-Unis, Haïti, Mexique, Pérou, Venezuela.
- Afrique : Angola, Burkina Faso.
- Asie : Japon, Kazakhstan, Philippines, Thaïlande.
- Océanie : Australie.

Au 31 décembre 2011 , l'ordre comptait 34 monastères et 366 religieuses.